# Annaburg

Annaburg este un oraș mic din districtul Wittenberg, în Saxonia-Anhalt, Germania. Este parte a comunității administrative (Verwaltungsgemeinschaft) Annaburg-Prettin.